# Giuseppe Maria Buonaparte
Giuseppe Maria Buonaparte (Ajaccio, 31 maggio 1713 – Ajaccio, 13 dicembre 1763) è stato un nobile e politico italiano, nonno di Napoleone Bonaparte.

## Biografia
Era figlio di Sebastiano Nicola Buonaparte e di sua moglie, Maria Anna Tusoli, nata nel 1690 e morta nel 1760. Nel 1749, Giuseppe fu il delegato che rappresentò la Città di Ajaccio al Concilio di Corte.
Il 5 marzo 1741 ad Ajaccio, Giuseppe sposò la prima moglie, la nobile Maria Saveria Paravicini (7 settembre 1715, Ajaccio - prima del 1750). Ella era figlia del nobile Giuseppe Maria Paravicini e di Anna Maria Salineri. Entrambi i genitori di Maria Saveria erano membri della nobiltà della Repubblica di Genova. Giuseppe e Maria Saveria ebbero i seguenti figli:
- Maria Gertrude (28 novembre 1741, Ajaccio - dicembre 1793). Sposò ad Ajaccio, 25 giugno 1763 Nicola Luigi Paravisini, Cancelliere della Città di Ajaccio (c. 1739, Ajaccio – 8 maggio 1813, Ajaccio).
- Sebastiano (1743, Ajaccio - 24 novembre 1760, Ajaccio).
- Carlo Maria Buonaparte (29 marzo, 1746 - 24 febbraio, 1785). Sposò Maria Letizia Ramolino. Essi furono i genitori di Giuseppe (re di Napoli e di Spagna), Napoleone, Luciano, Elisa, Luigi, Paolina, Carolina e Girolamo, oltre a cinque figli non sopravvissuti.
- Marianna Buonaparte, morì in giovane età.

Maria Saveria morì prima del marito, il quale si risposò una seconda volta con Maria Virginia Alata (5 febbraio, 1725 - ?), figlia di Domenico Alata. Questo matrimonio non ebbe eredi.
Giuseppe Maria Buonaparte morì il 13 dicembre 1763 e fu sepolto nella Cappella Imperiale di Ajaccio.